# Николсон, Джон (автогонщик)
Джон Николсон (англ. John Nicholson; 6 октября 1941, Окленд — 20 сентября 2017) — новозеландский автогонщик, участник чемпионата мира по автогонкам в классе Формула-1.

## Биография
Первоначально участвовал в гонках в Новой Зеландии на автомобиле «Брэбем BT18», затем переехал в Великобританию, где работал инженером в команде «Формулы-1» «Макларен». В начале 1970-х годов стартовал в «Формуле-Атлантик» на автомобиле производства «Марч», а затем на шасси собственной конструкции «Линкар-Николсон», на котором дважды стал чемпионом «Формулы-Атлантик» в 1973-1974 годах. В 1973 году основал собственную компанию, занимавшуюся подготовкой двигателей «Косворт» для команд «Формулы-1» и построил собственное шасси «Формулы-1» «Линкар», на котором дважды участвовал в Гран-при Великобритании чемпионата мира «Формулы-1», а также стартовал на нём в различных внезачётных гонках, лучшим результатом в которых стало шестое место в Гонке чемпионов 1974 года. Также принимал участие в гонке «24 часа Ле-Мана» 1974 года. В 1975 году планировал купить «Макларен M23» для выступлений в «Формуле-1», но из-за финансовых трудностей стартовал только в «Формуле-5000» и европейском чемпионате «Формулы-2», где в большинстве гонок не проходил квалификацию. В 1978 году вернулся на родину, участвовал в гонках в Новой Зеландии, позже сосредоточился на бизнесе и лишь иногда стартовал в гонках катеров.

## Результаты гонок в Формуле-1
| Легенда к таблице |                                                                    |
| --- | ------------------------------------------------------------------ |
| В таблице перечислены результаты всех Гран-при Формулы-1, в которых принимал участие гонщик. Строками таблицы являются сезоны, столбцами — этапы чемпионата мира. В каждой клетке указаны сокращённое название этапа и результат, дополнительно обозначенный цветом. Расшифровка обозначений и цветов представлена в нижеследующей таблице. |                                                                    |
| \| Пример \| Описание \| \| ------------ \| ------------------------------------------------------------------ \| \| 1 \| Победитель \| \| 2 \| Второе место \| \| 3 \| Третье место \| \| 5 \| Финишировал, заработав очки \| \| Сход \| Не финишировал, но при этом заработал очки \| \| 12 \| Финишировал, не получив очков \| \| НКЛ \| Финишировал, но не попал в финальную классификацию \| \| 15 \| Участвовал вне зачёта, либо по отдельной классификации \| \| 18 \| Не финишировал, но попал в финальную классификацию \| \| Сход \| Не финишировал \| \| НКВ \| Не прошёл квалификацию \| \| НПКВ \| Не прошёл предквалификацию \| \| ДСК \| Дисквалифицирован \| \| ИСК \| Исключён из протокола соревнований \| \| ТТ \| Заявлен для участия только в тренировках \| \| НС \| Участвовал в квалификации, но не стартовал в гонке \| \| Т \| Травмирован или болен \| \| ОТК \| Отказ от участия \| \| НТР \| Прибыл на соревнования, но на трассу не выезжал \| \| НПР \| Был заявлен в числе участников, но не прибыл к началу соревнований \| \| О \| Соревнования отменены \| \| \| Не участвовал \| \| Поул-позиция \| \| \| Быстрый круг \| \| |                                                                    |
| Пример | Описание                                                           |
| 1 | Победитель                                                         |
| 2 | Второе место                                                       |
| 3 | Третье место                                                       |
| 5 | Финишировал, заработав очки                                        |
| Сход | Не финишировал, но при этом заработал очки                         |
| 12 | Финишировал, не получив очков                                      |
| НКЛ | Финишировал, но не попал в финальную классификацию                 |
| 15 | Участвовал вне зачёта, либо по отдельной классификации             |
| 18 | Не финишировал, но попал в финальную классификацию                 |
| Сход | Не финишировал                                                     |
| НКВ | Не прошёл квалификацию                                             |
| НПКВ | Не прошёл предквалификацию                                         |
| ДСК | Дисквалифицирован                                                  |
| ИСК | Исключён из протокола соревнований                                 |
| ТТ | Заявлен для участия только в тренировках                           |
| НС | Участвовал в квалификации, но не стартовал в гонке                 |
| Т | Травмирован или болен                                              |
| ОТК | Отказ от участия                                                   |
| НТР | Прибыл на соревнования, но на трассу не выезжал                    |
| НПР | Был заявлен в числе участников, но не прибыл к началу соревнований |
| О | Соревнования отменены                                              |
| | Не участвовал                                                      |
| Поул-позиция |                                                                    |
| Быстрый круг |                                                                    |

| Год  | Команда          | Шасси      | Двигатель | 1   | 2   | 3   | 4   | 5   | 6   | 7   | 8   | 9   | 10      | 11  | 12  | 13  | 14  | 15  | Место | Очки |
| ---- | ---------------- | ---------- | --------- | --- | --- | --- | --- | --- | --- | --- | --- | --- | ------- | --- | --- | --- | --- | --- | ----- | ---- |
| 1974 | Pinch Plant Ltd. | Линкар 006 | Косворт   | АРГ | БРА | ЮАР | ИСП | БЕЛ | МОН | ШВЕ | НИД | ФРА | ВЕЛ НКВ | ГЕР | АВТ | ИТА | КАН | США | -     | 0    |
| 1975 | Pinch Plant Ltd. | Линкар 006 | Косворт   | АРГ | БРА | ЮАР | ИСП | МОН | БЕЛ | ШВЕ | НИД | ФРА | ВЕЛ 17  | ГЕР | АВТ | ИТА | США |     | -     | 0    |